# 17a etapa del Tour de França de 2016
La 17a etapa del Tour de França de 2016 es disputà el dimecres 20 de juliol de 2016 sobre un recorregut de 184,5 km entre Berna i Émosson a Finhaut, íntegrament per carreteres suïsses.

## Resultats

### Classificació de l'etapa
| \| Classificació de l'etapa \| Classificació de l'etapa \| Classificació de l'etapa \| Classificació de l'etapa \| Classificació de l'etapa \| \| Corredor \| Corredor \| Equip \| Temps \| \| \| ------------------------ \| ------------------------ \| ------------------------ \| ------------------------ \| ------------------------ \| \| 1r \| Ilnur Zakarin \| Katusha \| 4h 36' 33" \| \| \| 2n \| Jarlinson Pantano Gómez \| IAM Cycling \| + 55" \| \| \| 3r \| Rafał Majka \| Tinkoff \| + 1' 26" \| \| \| 4t \| Kristijan Đurasek \| Lampre-Merida \| + 1' 32" \| \| \| 5è \| Brice Feillu \| Fortuneo-Vital Concept \| + 2' 33" \| \| \| 6è \| Thomas Voeckler \| Direct Énergie \| + 2' 46" \| \| \| 7è \| Domenico Pozzovivo \| AG2R La Mondiale \| + 2' 50" \| \| \| 8è \| Stef Clement \| IAM Cycling \| + 2' 57" \| \| \| 9è \| Steve Morabito \| FDJ \| + 4' 38" \| \| \| 10è \| Richie Porte \| BMC Racing Team \| + 7' 59" \| \| |                         |                        |            |
| |                         |                        |            |
| Font: ProCyclingStats |                         |                        |            |
| Classificació de l'etapa |                         |                        |            |
| Corredor | Corredor                | Equip                  | Temps      |
| 1r | Ilnur Zakarin           | Katusha                | 4h 36' 33" |
| 2n | Jarlinson Pantano Gómez | IAM Cycling            | + 55"      |
| 3r | Rafał Majka             | Tinkoff                | + 1' 26"   |
| 4t | Kristijan Đurasek       | Lampre-Merida          | + 1' 32"   |
| 5è | Brice Feillu            | Fortuneo-Vital Concept | + 2' 33"   |
| 6è | Thomas Voeckler         | Direct Énergie         | + 2' 46"   |
| 7è | Domenico Pozzovivo      | AG2R La Mondiale       | + 2' 50"   |
| 8è | Stef Clement            | IAM Cycling            | + 2' 57"   |
| 9è | Steve Morabito          | FDJ                    | + 4' 38"   |
| 10è | Richie Porte            | BMC Racing Team        | + 7' 59"   |

## Classificacions a la fi de l'etapa

### Classificació general
| \| Classificació general \| Classificació general \| Classificació general \| Classificació general \| Classificació general \| \| Corredor \| Corredor \| Equip \| Temps \| \| \| --------------------- \| --------------------------- \| --------------------- \| --------------------- \| --------------------- \| \| 1r \| Christopher Froome \| Team Sky \| 77h 25' 10" \| \| \| 2n \| Bauke Mollema \| Trek-Segafredo \| + 2' 27" \| \| \| 3r \| Adam Yates \| Orica-BikeExchange \| + 2' 53" \| \| \| 4t \| Nairo Quintana Rojas \| Movistar Team \| + 3' 27" \| \| \| 5è \| Romain Bardet \| AG2R La Mondiale \| + 4' 15" \| \| \| 6è \| Richie Porte \| BMC Racing Team \| + 4' 27" \| \| \| 7è \| Alejandro Valverde Belmonte \| Movistar Team \| + 5' 19" \| \| \| 8è \| Fabio Aru \| Astana \| + 5' 35" \| \| \| 9è \| Daniel Martin \| Etixx-Quick Step \| + 5' 50" \| \| \| 10è \| Louis Meintjes \| Lampre-Merida \| + 6' 07" \| \| |                             |                    |             |
| |                             |                    |             |
| Font: ProCyclingStats |                             |                    |             |
| Classificació general |                             |                    |             |
| Corredor | Corredor                    | Equip              | Temps       |
| 1r | Christopher Froome          | Team Sky           | 77h 25' 10" |
| 2n | Bauke Mollema               | Trek-Segafredo     | + 2' 27"    |
| 3r | Adam Yates                  | Orica-BikeExchange | + 2' 53"    |
| 4t | Nairo Quintana Rojas        | Movistar Team      | + 3' 27"    |
| 5è | Romain Bardet               | AG2R La Mondiale   | + 4' 15"    |
| 6è | Richie Porte                | BMC Racing Team    | + 4' 27"    |
| 7è | Alejandro Valverde Belmonte | Movistar Team      | + 5' 19"    |
| 8è | Fabio Aru                   | Astana             | + 5' 35"    |
| 9è | Daniel Martin               | Etixx-Quick Step   | + 5' 50"    |
| 10è | Louis Meintjes              | Lampre-Merida      | + 6' 07"    |

### Classificació per punts
|   | Ciclista            | Equip          | Punts |
| - | ------------------- | -------------- | ----- |
| 1 | Peter Sagan (SVK)   | Team Tinkoff   | 425   |
|   | Marcel Kittel (GER) | Lotto Soudal   | 228   |
| 3 | Bryan Coquard (FRA) | Direct Énergie | 156   |

### Classificació de la muntanya
|   | Ciclista              | Equip        | Punts |
| - | --------------------- | ------------ | ----- |
| 1 | Rafał Majka (POL)     | Team Tinkoff | 173   |
| 2 | Thomas De Gendt (BEL) | Lotto Soudal | 90    |
| 3 | Ilnur Zakarin (RUS)   | Team Katusha | 78    |

### Classificació del millor jove
|   | Ciclista             | Equip              | Temps       |
| - | -------------------- | ------------------ | ----------- |
| 1 | Adam Yates (GBR)     | Orica-BikeExchange | 77h 28' 03" |
| 2 | Louis Meintjes (RSA) | Lampre-Merida      | + 3'14"     |
| 3 | Warren Barguil (FRA) | Team Giant-Alpecin | + 30' 12"   |

### Classificació per equips
|    | Equip           | Temps        |
| -- | --------------- | ------------ |
| 1r | Movistar Team   | 232h 22' 54" |
| 2n | Team Sky        | + 2' 20"     |
| 3r | BMC Racing Team | + 14' 48"    |

## Abandonaments
- 16 -  Gorka Izagirre (ESP) (Movistar Team): Abandona
- 95 -  Rohan Dennis (AUS) (BMC Racing Team): No surt
- 101 -  Mark Cavendish (GBR) (Dimension Data): No surt
- 192 -  Borut Božič (SVN) (Cofidis): Abandona